# Justyna Śmietanka

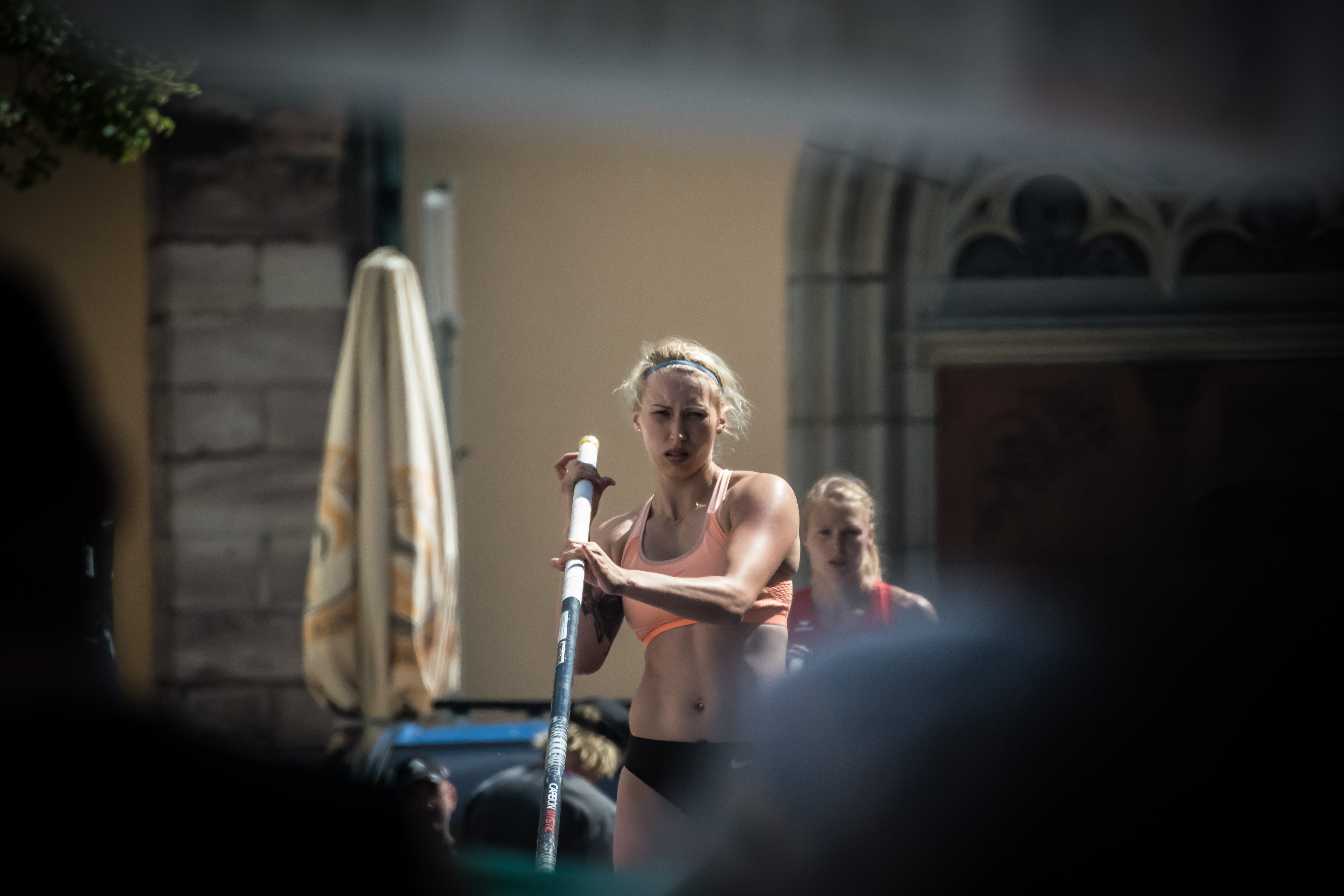
Śmietanka in Hof (Saale) (2017)

Justyna Śmietanka (* 24. September 1994) ist eine polnische Stabhochspringerin.

## Sportliche Laufbahn
Erste Erfahrungen bei internationalen Wettkämpfen sammelte Justyna Śmietanka bei der Team-Europameisterschaft 2015 im russischen Tscheboksary, bei der sie mit 3,75 m den elften Platz belegte. Kurz darauf nahm sie an den U23-Europameisterschaften im estnischen Tallinn teil, konnte sich dort aber nicht für das Finale qualifizieren. 2016 qualifizierte sie sich für die Europameisterschaften in Amsterdam, erreichte dort aber ebenfalls nicht das Finale. 2017 belegte die Studentin der Kardinal-Stefan-Wyszyński-Universität in Warschau den fünften Platz bei der Universiade in Taipeh.
2015, 2016 und 2017 wurde sie polnische Meisterin und 2015 Hallenmeisterin.